# Johnrehnia hodgkini
Johnrehnia hodgkini är en kackerlacksart som beskrevs av Karlis Princis 1954. Johnrehnia hodgkini ingår i släktet Johnrehnia och familjen småkackerlackor. Inga underarter finns listade i Catalogue of Life.